# Менцель, Вольфганг

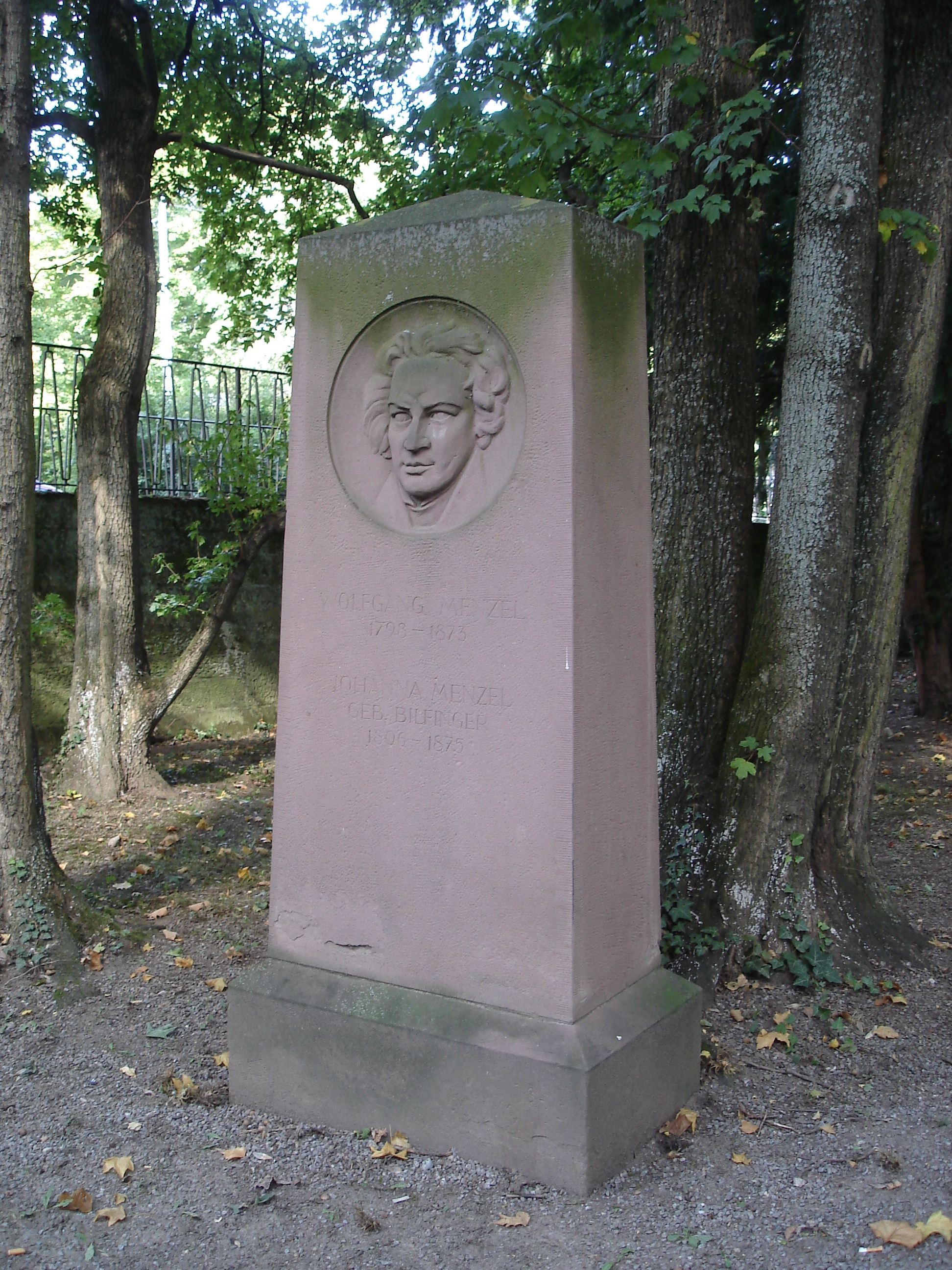
Могила В. Менцеля в Штутгарте

Вольфганг Менцель (нем. Wolfgang Menzel; 21 июня 1798[…], Валбжих — 23 апреля 1873[…], Штутгарт) — немецкий поэт, писатель, историк литературы и критик.

## Биография
Обучался в университетах Бреслау, Йены и Бонна, жил некоторое время в Гейдельберге, затем поселился в Штутгарте, где с 1830 по 1838, избирался депутатом Вюртембергского ландтага.
Дебютировал в 1823 оригинальными сатирическими стихами «Steckvers», в 1824—1825 издавал с Фолленом в Цюрихе «Europäische Blätter», с 1825—1848 редактировал «Literaturblatt», орган либерально-консервативной партии в Штутгарте, в котором защищал национально-буршеншафтские идеи, выступая против «негерманских» французско-революционных тенденций.
Автор двухтомника по истории литературы «Literaturgeschichte» (1827) и истории Германии «Geschichte der Deutsche» (3 тома, 1824—1825).
В своей «Немецкой литературе» критиковал Гёте за его «безнравственность». Получил печальную известность своими выступлениями против «Молодой Германии», политического и литературного движения в Германии XIX века, как оплота «безнравственности» и «антихристианских» устремлений. Выступление В. Менцеля вызвало постановление германского союзного совета о запрещении произведений «Молодой Германии».
В. Менцель — также автор сказок («Rubezahl», 1829, «Narzissus», 1830), романа из эпохи Тридцатилетней войны («Furore», 1851, 2 тома), ряда исторических и историко-литературных работ (в том числе о австро-прусско-итальянской войне 1866 г. и франко-прусской войне 1870—1871 гг.)
В 1866 году его политические симпатии изменились и он стал выступать против партикуляризма прусских юнкеров и профсоюзного движения в Южной Германии.
Менцель был резким противником новшеств в поэзии, и в частности, Генриха Гейне. Впоследствии, Гейне опубликовал против Менцеля свой известный памфлет «Über den Dennunzianten», а Л. Бёрне — «Менцель — французоед» (Menzel der Franzosenfresser, 1837).
В русской литературе В. Менцель получил известность, благодаря статье В. Белинского «Менцель — критик Гёте».
Умер В. Менцель 23 апреля 1873 в Штутгарте. Его библиотека, состоящая 18 000 томов после его смерти была приобретена для Страсбургского университета.